# Карлесон, Пер
Пер Ялмар Лудвиг Карлесон (швед. Per Hjalmar Ludvig Carleson, 11 июля 1917 — 8 июня 2004) — шведский фехтовальщик-шпажист, призёр Олимпийских игр и чемпионатов мира.

## Биография
Родился в 1917 году в Стокгольме. Начинал как пловец, в конце 1930-х годов был чемпионом Швеции в плавании на спине на дистанции 100 м. Затем сосредоточился на фехтовании. В 1947 году стал обладателем серебряной медали чемпионата мира. В 1948 году завоевал бронзовую медаль на Олимпийских играх в Лондоне. В 1949 году стал обладателем серебряной и бронзовой медалей чемпионата мира. На чемпионатах мира 1950 и 1951 годов завоёвывал бронзовые медали. В 1952 году на Олимпийских играх в Хельсинки стал обладателем серебряной медали в командной шпаге, а в личном первенстве стал 7-м. В 1954 году стал обладателем серебряной медали чемпионата мира. В 1956 году принял участие в Олимпийских играх в Мельбурне, но медалей не завоевал.